# Paraona benderi
Paraona benderi är en fjärilsart som beskrevs av Ulrich Roesler 1967. Paraona benderi ingår i släktet Paraona och familjen björnspinnare. Inga underarter finns listade i Catalogue of Life.